# Academia Olímpica Internacional
La Academia Olímpica Internacional (IOA por sus siglas en inglés) es la principal institución educativa y cultural del Comité Olímpico Internacional. Establecida en 1961, la IOA se encuentra cerca del sitio arqueológico de la antigua Olimpia, Grecia.
El objetivo de la IOA es educar a los jóvenes, estudiantes universitarios, educadores, atletas olímpicos y periodistas deportivos sobre los ideales olímpicos y mostrar cómo promoverlos en la sociedad. 

## Instalaciones
La IOA está ubicada cerca de la antigua Olimpia en la región del Peloponeso en Grecia . Sus instalaciones incluyen un auditorio con capacidad para 500 personas, una sala de presentaciones con capacidad para 250 personas, cinco aulas, una biblioteca con más de 16.000 títulos de libros, un restaurante, habitaciones para una y dos personas y dormitorios para ocho personas.

## Historia
El fundador de los Juegos Olímpicos modernos, Pierre de Coubertin, había expresado la necesidad de un centro de educación olímpica: "No he podido realizar hasta el final lo que quería lograr. Creo que un centro de estudios olímpicos contribuiría, más que nada, a la preservación y continuación de mi trabajo y lo protegería de las desviaciones que me temo que sucederán".
Pierre de Coubertin creía que la institución sería responsable de la investigación, la filosofía y los principios del Olimpismo, el estudio de los medios y métodos para la realización y la aplicación de sus ideas en nuestro mundo contemporáneo en continuo progreso. Quería una institución que enseñara los principios e ideales olímpicos a los jóvenes. Además, el centro educaría al personal sobre cómo promover el movimiento olímpico sin desviarse de los ideales olímpicos y los objetivos expresados por Pierre de Coubertin.
En 1938, Carl Diem, figura destacada del movimiento deportivo alemán, y Ioannis Ketseas, miembro del COI, propusieron establecer este centro en Grecia. Su sede estaría en el Instituto de Estudios Olímpicos de Berlín. Sin embargo, el inicio de la Segunda Guerra Mundial detuvo cualquier acción adicional.
En 1949, el COI aprobó la propuesta de Ketseas para el IOA, que finalmente adquirió su primera personalidad jurídica como Comisión HOC en 1955. Tras la aprobación de la Asamblea General del COI, la IOA inició su primera sesión en 1961.
En 2001, la IOA se convirtió en una entidad jurídica privada, adquiriendo autonomía operativa, con el apoyo financiero del gobierno griego y del COI. Fijando como hito los Juegos Olímpicos de 2004, la Academia adoptó un ritmo diferente; abriendo las puertas de sus instalaciones a eventos con objetivo olímpico, manteniendo un enfoque conservador respecto a su verdadero potencial.

## Academias Olímpicas Nacionales
Bajo la presidencia de Juan Antonio Samaranch, el COI impulsó la fundación de Academias Olímpicas Nacionales (NOA) en todo el mundo para promover el desarrollo cultural y educativo del Movimiento Olímpico.
Muchas personas que habían asistido a la sesión de IOA regresaron a casa y comenzaron a difundir lo que aprendieron en Olimpia. Organizaron reuniones, publicaron sus impresiones y pronunciaron discursos sobre el tema. Estas reuniones y otras actividades se convirtieron en los cimientos de las Academias Olímpicas Nacionales.
Otto Simitzek, Decano de la IOA durante más de 30 años, escribió hace algún tiempo en uno de sus artículos: "Creo implícitamente que las Academias Olímpicas Nacionales pueden y cumplirán una tarea de gran importancia y consecuencias, especialmente si están en contacto con la Academia Olímpica Internacional matriz y coordinan sus actividades en consecuencia".

## Programas IOA
- En 1961, la IOA inauguró su primer programa, la Sesión Internacional para Jóvenes Participantes, la única Sesión del COI en ese momento. Fue alojado bajo tiendas de campaña. En años posteriores, el programa contó con 210 participantes.
- En 1986 se celebró por primera vez el "Seminario Internacional para Periodistas Deportivos".
- En 1987, la IOA inició la "Sesión Internacional para Directores de NOA"
- En 1992 se inició la “Sesión Internacional Conjunta para Presidentes o Directores de NOA y Funcionarios de NOC”
- En 1993 el IOA inició la "Sesión Internacional para Educadores y Funcionarios de Institutos Superiores de Educación Física" junto con el "Seminario Internacional de Estudios Olímpicos para Estudiantes de Postgrado"
- En 2007 se inició la “Sesión Internacional para medallistas olímpicos".

Más de 80.000 personas han asistido a los congresos y seminarios científicos y deportivos de la IOA, incluidos 20.000 participantes en las sesiones oficiales.
La IOA, en cooperación con la Universidad del Peloponeso y el patrocinio de la Fundación John Latsis, organiza un Programa Internacional de Postgrado en Estudios Olímpicos (Programa de Maestría) que dura dos años.